# 二十歳の頃
「二十歳の頃」（はたちのころ）は、アリスの5枚目のシングル。1974年6月20日に東芝EMIからリリースされた。

## 解説
前作「青春時代」に続き作詞家・作曲家によるシングル。2020年10月28日にMEG-CDで再発された。

## 収録曲
全曲　作詞：なかにし礼／作曲・編曲：都倉俊一

### SIDE 1
1. 二十歳の頃

### SIDE 2
1. 青春ノート